# Haru Oms

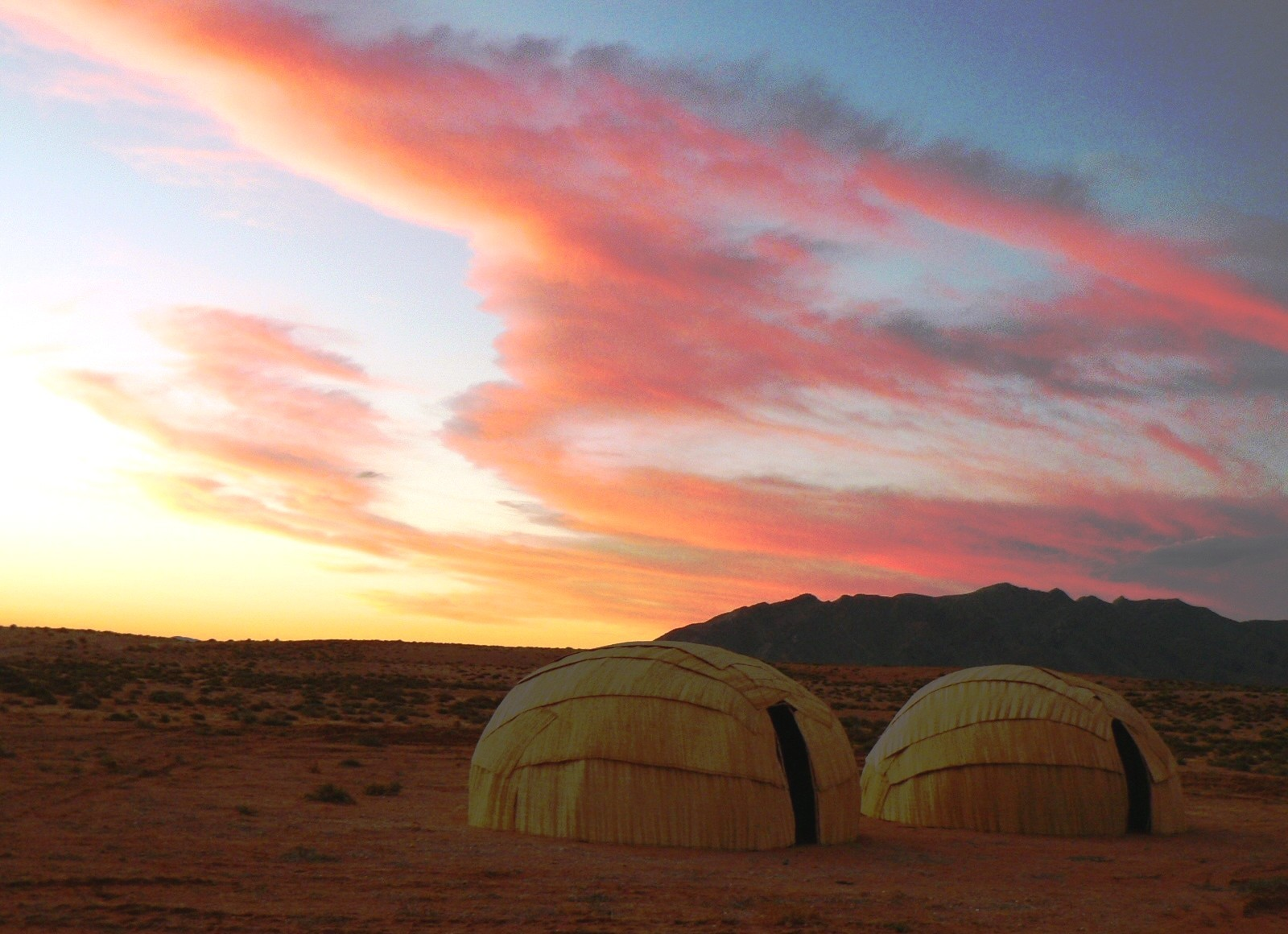

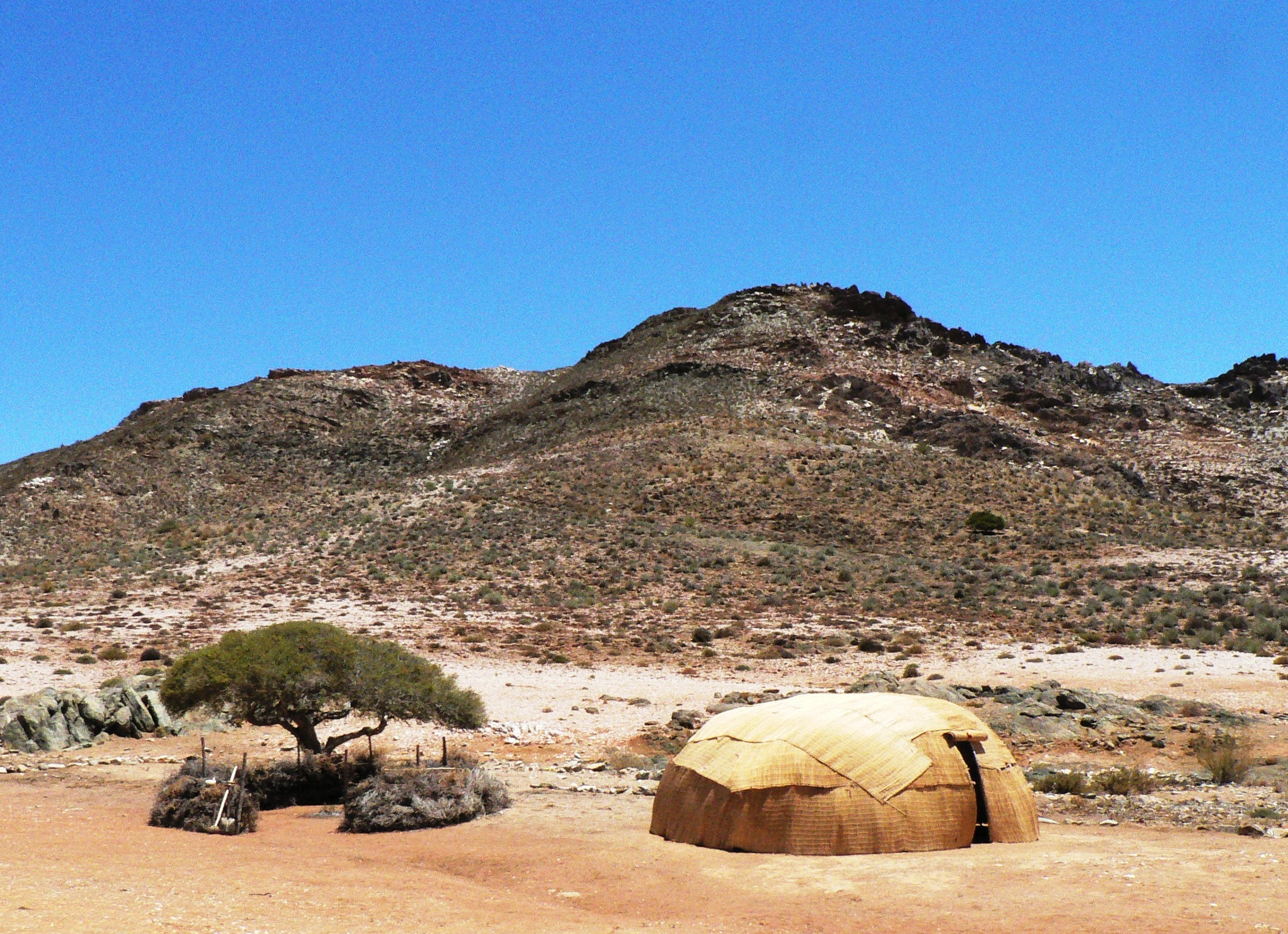

Les Haru Oms en langage Nama (ou Matjieshuise en Afrikaans) sont des huttes portables faites de nattes de joncs qui servent au peuple Nama d’Afrique du Sud depuis 2000 ans. 
Les demeures sont fraîches et bien ventilées en été, même au moment des températures qui s’élèvent jusqu’à 53 °C et naturellement isolées en hiver. 
Dans la région du Richtersveld, elles sont toujours utilisées comme hébergement pour les touristes, comme cuisine annexe, ou comme lieu de stockage. Les Namas continuent de construire ces huttes afin que leur tradition ne se perde pas.
On retrouve ce modèle d'habitat dans d'autres parties d'Afrique, mais également des huttes très similaires chez les amérindiens jusqu'au Canada